# DSA-265
La DSA-265 es una carretera perteneciente a la Red Secundaria de la Diputación Provincial de Salamanca que une la  SA-220  con la localidad de Villanueva del Conde.

## Origen y Destino
La carretera  DSA-265  tiene su origen en Villanueva del Conde en la intersección con la carretera  SA-220 , y termina en el casco urbano de Villanueva del Conde, formando parte de la Red de carreteras de Salamanca.